# Морманно
Морманно (итал. Mormanno) — коммуна в Италии, располагается в регионе Калабрия, подчиняется административному центру Козенца.
Население составляет 3714 человека, плотность населения составляет 50 чел./км². Занимает площадь 75 км². Почтовый индекс — 87026. Телефонный код — 0981.
Покровителем коммуны почитается Святой Рох. 16 августа особо празднуется Вознесение Девы Марии.
Ближайшие населенные пункты: Орсомарсо, Лайно-Кастелло, Морано-Калабро, Сарачена.

## Города-побратимы
- Савильяно, Италия